# Te amo
Te amo ist ein Lied der R&B-Sängerin Rihanna. Der Song wurde im europäischen Raum als dritte Single von Rihannas viertem Studioalbum Rated R am 8. Juni 2010 veröffentlicht. Produziert und geschrieben wurde der Song von dem Songwriterduo Mikkel Eriksen. Im Jahr 2009, noch vor der Album-Veröffentlichung von Rated R, wurde der Song im Internet veröffentlicht. In den USA wurde statt Te amo der Song Rockstar 101 als Single ausgekoppelt. Ein Grund, warum der Song nicht in den USA als Single veröffentlicht wurde, ist, dass der Video-Clip dort als zu sexy und provokativ galt.

## Hintergrund
Te amo ist als Flamenco-angehauchter Song sehr ungewöhnlich für Rihanna, dennoch war er recht erfolgreich. Der Song wurde von dem Songwriterduo Mikkel Eriksen geschrieben und produziert. Das Lied handelt von einer unerwiderten Liebe zwischen zwei Frauen.

## Musikvideo
Das Musikvideo wurde, wie viele Videos von Rihanna, vom Regisseur Anthony Mandler gedreht. Das Video wurde zum ersten Mal am 28. Mai gezeigt. Im Video wird die Handlung des Liedes nachgespielt. Neben Rihanna ist die zweite Frau das französische Topmodel Laetitia Casta. Da das Video als zu sexy gilt, wurde es in den USA verboten und der ganze Song wurde dort nicht offiziell veröffentlicht. Stattdessen wurde Rockstar 101 veröffentlicht.

## Kommerzieller Erfolg

### Chartplatzierungen

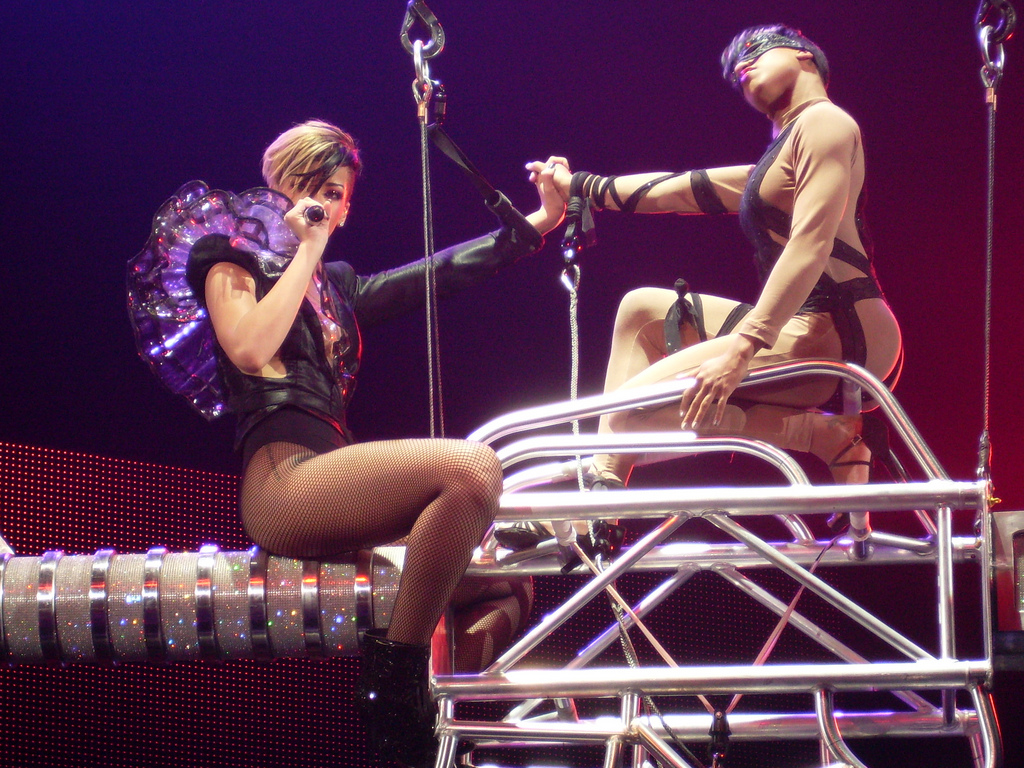
Rihanna singt Te amo während der Last Girl on Earth Tour in Antwerpen, Belgien am 16. April 2010.

Te amo konnte den Erfolg der Vorgänger-Singles wie Rude Boy und Russian Roulette nicht erzielen. Der Song erreichte mit insgesamt rund 456.000 verkauften Exemplaren nur in wenigen Ländern die Top 10. 2009 erreichte er in den brasilianischen Airplaycharts Platz zwölf. 
| ChartsChartplatzierungen     | Höchstplatzierung | Wochen |
| ---------------------------- | ----------------- | ------ |
| Deutschland (GfK)            | 11 (22 Wo.)       | 22     |
| Österreich (Ö3)              | 11 (18 Wo.)       | 18     |
| Schweiz (IFPI)               | 9 (27 Wo.)        | 27     |
| Vereinigtes Königreich (OCC) | 14 (22 Wo.)       | 22     |

| ChartsJahrescharts (2010) | Platzierung |
| ------------------------- | ----------- |
| Deutschland (GfK)         | 48          |
| Österreich (Ö3)           | 61          |
| Schweiz (IFPI)            | 43          |

### Auszeichnungen für Musikverkäufe
| Land/Region                  | Auszeichnungen für Musikverkäufe (Land/Region, Auszeichnung, Verkäufe) | Verkäufe  |
| ---------------------------- | ---------------------------------------------------------------------- | --------- |
| Australien (ARIA)            | Platin                                                                 | 70.000    |
| Brasilien (PMB)              | 2× Platin                                                              | 120.000   |
| Dänemark (IFPI)              | Gold                                                                   | 45.000    |
| Deutschland (BVMI)           | Gold                                                                   | 150.000   |
| Frankreich (SNEP)            | —                                                                      | 72.400    |
| Italien (FIMI)               | Platin                                                                 | 30.000    |
| Schweiz (IFPI)               | Gold                                                                   | 15.000    |
| Vereinigte Staaten (RIAA)    | Gold                                                                   | 500.000   |
| Vereinigtes Königreich (BPI) | Platin                                                                 | 600.000   |
| Insgesamt                    | 4× Gold · 5× Platin ·                                                  | 1.602.400 |

Hauptartikel: Rihanna/Auszeichnungen für Musikverkäufe

## Liveauftritte
Te amo war Bestandteil der im Sommer 2010 gestarteten Last Girl on Earth Tour von Rihanna.